# Seznam politikov
Seznam politikov.

## Seznam po narodnosti
Abhazijci | Adžarijci | Adigejci | Afganistanci | Alandci | Albanci | Aljaščani | Alzačani | Alžirci | Američani | Andorci | Angleži | Angolci | Angvilci | Antigovci in Barbudci | Argentinci | Armenci | Arubci | Avstralci | Avstrijci | Azerbajdžanci | Azorci | Bahamci | Bahrainci | Balearci | Bangladeševci | Barbadoščani | Baski | Baškirci | Bavarci | Belgijci | Belizejci | Belorusi | Benečani | Bengalci | Beninci | Bocvanci | Bolgari | Bolivijci | Bosanskohercegovci | Brazilci | Bretonci | Britanci | Brunejci | Burjati | Burkinafašci | Burundijci | Butanci | Ciprčani | Čadci | Čečeni | Čehi | Čehoslovaki | Čilenci | Črnogorci | Čuvaši | Dagestanci | Dalmatinci | Danci | Deviškootočani | Dominikanci | Džibutijci | Egipčani | Ekvadorčani | Ekvatorialni Gvinejci | Emiratci | Eritrejci | Eskimi | Estonci | Esvatinci | Etiopci | Falklandci | Ferci | Fidžijci | Filipinci | Finci | Flamci | Francozi | Francoski Gvajanci | Furlani | Gabonci | Galicijci | Gambijci | Ganci | Gibraltarci | Goanci | Grenadčani | Grenlandci | Grki | Gruzinci | Gvadelupci | Gvajanci | Gvatemalci | Gvinejci | Gvineja-bissavci | Haitčani | Havajci | Hondurašani | Hongkonžani | Hrvati | Huijci | Indijci | Indonezijci | Inguši | Iranci | Iračani | Irci | Islandci | Istrani | Italijani | Izraelci | Jakuti | Jamajčani | Japonci | Jemenci | Jordanci | Judje | Jugoslovani | Južnoafričani | Južnogeorgijci | Južnojemenci | Južnosudanci | Južnotirolci | Južni Vietnamci | Kabardino-Balkarci | Kalifornijci | Kalmiki | Kambodžani | Kamerunci | Kanadčani | Kanalski otočani | Kanarski otočani | Karakalpaki | Karelijci | Kašmirci | Katalonci | Katarci | Kazahstanci | Kenijci | Kirgizi | Kiribatci | Kitajci | Kolumbijci | Komijci | Komorci | Kongovci | (Južni) Korejci | Korošci | Korzičani | Kosovci | Kostaričani | Kubanci | Kurdi | Kuvajtčani | Laožani | Latvijci | Lesotci | Libanonci | Liberijci | Libijci | Lihtenštajnci | Litovci | Luksemburžani | Lužiški Srbi | Madeirci | Makavci | Maldivci | Malgaši/Madagaskarci | Madžari | Makedonci | Malavijci | Malezijci | Malijci | Maltežani | Manci | Mandžurijci | Marijci | Maročani | Martiničani | Mavretanci | Mavricijci | Mehičani | Mjanmarci | Moldovci | Monaški | Mongoli | Mozambičani | Mordovci | Nagorno-Karabahci | Nahičevanci | Namibijci | Naurujci | Nemci | Nepalci | Nigerci | Nigerijci | Nikaragovci |  Nizozemci | Nizozemski Antilci | Norvežani | Notranji Mongoli | Novi Kaledonci | Novozelandci | Omanci | Osetinci | Pakistanci | Palauci | Palestinci | Panamci | Papuanci-Novogvinejci | Paragvajci | Paštuni | Perujci | Poljaki | Portoričani | Portugalci | Pridnjestrci | Primorci | Provansalci | Prusi | Quebečani | Reunionci | Rimljani | Romuni | Ruandci | Rusi | Rutenci | Salomonovi otočani | Salvadorci | Samoanci | Sanmarinci | Sardinci | Savdijci | Sejšelci | Senegalci | Severnoameriški Indijanci | Severnoirci | Severni Korejci | Sieraleonci | Sikhi | Singapuci | Sirijci | Slonokoščenci | Slovaki | Slovenci | Somalci | Srbi | Srednjeafričani | Sovjeti | Sudanci | Surinamci | Svetokrištofovci in Nevisovci | Svetolucijci | Svetotomaževci | Svetovincenčani in Grenadinci | Škoti | Španci | Šrilančani | Štajerci | Švedi | Švicarji | Tadžiki | Tahitijci | Tajci | Tajvanci | Tamilci | Tanzanijci | Tasmanci | Tatari | Teksačani | Tibetanci | Togovci | Tongožani | Transilvanci | Trinidadčani in Tobagovci | Tunizijci | Turki | Turkmenci | Tuvalujci | Tuvinci | Udmurti | Ugandčani | Ujguri | Ukrajinci | Urugvajci | Uzbeki(stanci) | Valižani | Valonci | Vanuatci | Venezuelci | Vietnamci | Vojvodinci | Vzhodni Nemci | Vzhodni Timorci | Zahodnosaharci | Zahodnosamoanci | Zambijci | Zanzibarci | Zelenortci | Zimbabvejci